# دین در آسیا
آسیا یکی از قاره‌های جهان و پهناورترین و پر جمعیت‌ترین قاره کره زمین است. ۶۰ درصد از مردم جهان در قاره آسیا زندگی میکنند؛ در این قاره وسیع و پرجمعیت ادیان مختلفی وجود دارد که هر کدام با وسعتی در سطح قاره جمعیت‌های زیادی را برای خود به عنوان پیرو دارند.

قاره آسیا پهناور ترین قاره جهان و صاحب ۶۰ درصد از جمعیت آن است

## اقسام ادیان آسیا
ادیان مردم آسیا به دو دسته ابراهیمی و غیر آن تقسیم می‌شود :

### ادیان ابراهیمی
بسیاری از ادیان بزرگ جهان ریشه در آسیا دارند. داستان‌های شاخص دینهای آسیا فراوان و متنوع است. داستان نوح و کشتی او که خداوند قومش را به خاطر آزار پیامبرشان با سیل عظیم عذاب کرده و خودش و پیروانش را نجات داده و در قرآن کتاب مسلمانان ذکر شده‌است و به مسیحیان در عهد عتیق ارائه شده‌است، و نیز حماسه گیلگمش از جمله این داستانهای دینی است.
ادیان ابراهیمی شامل ادیان اسلام، مسیحیت و یهودیت است که در تمامی جهان از جمله قاره آسیا پیروان فراوانی دارند.
سرزمین فلسطین برای هر سه دین ابراهیمی مقدس است زیرا محل ظهور بسیاری از پیامبران این ادیان و قبله ابتدائی مسلمانان بوده‌است. در شهر مقدس قدس (اورشلیم) مسجد الاقصی با گنبدی به رنگ سبز تیره قرار دارد که برای تمامی این سه دین مقدس میباشد همچنین قبةالصخره که برای مسلمانان به دلیل دربر داشتن معجزه پیامبر اسلام و قبلهٔ اول برای ایشان مقدس است نیز در حرم مسجد الاقصی قرار دارد.
قبةالصخره به معنای گنبد سنگ مقدس از نمادهای مقدس مسلمانان در شهر مقدس قدس (اورشلیم) است که در حرم مسجد الاقصی که برای هر سه دین اسلام و مسیح و یهود مقدس است قرار دارد.
توضیح: قبةالصخره است که برای سه دین مقدس است. ولی مسجدالاقصی که ساخته خلیفه دوم است، صرفاً برای مسلمانان سنی جایگاه ویژه دارد.

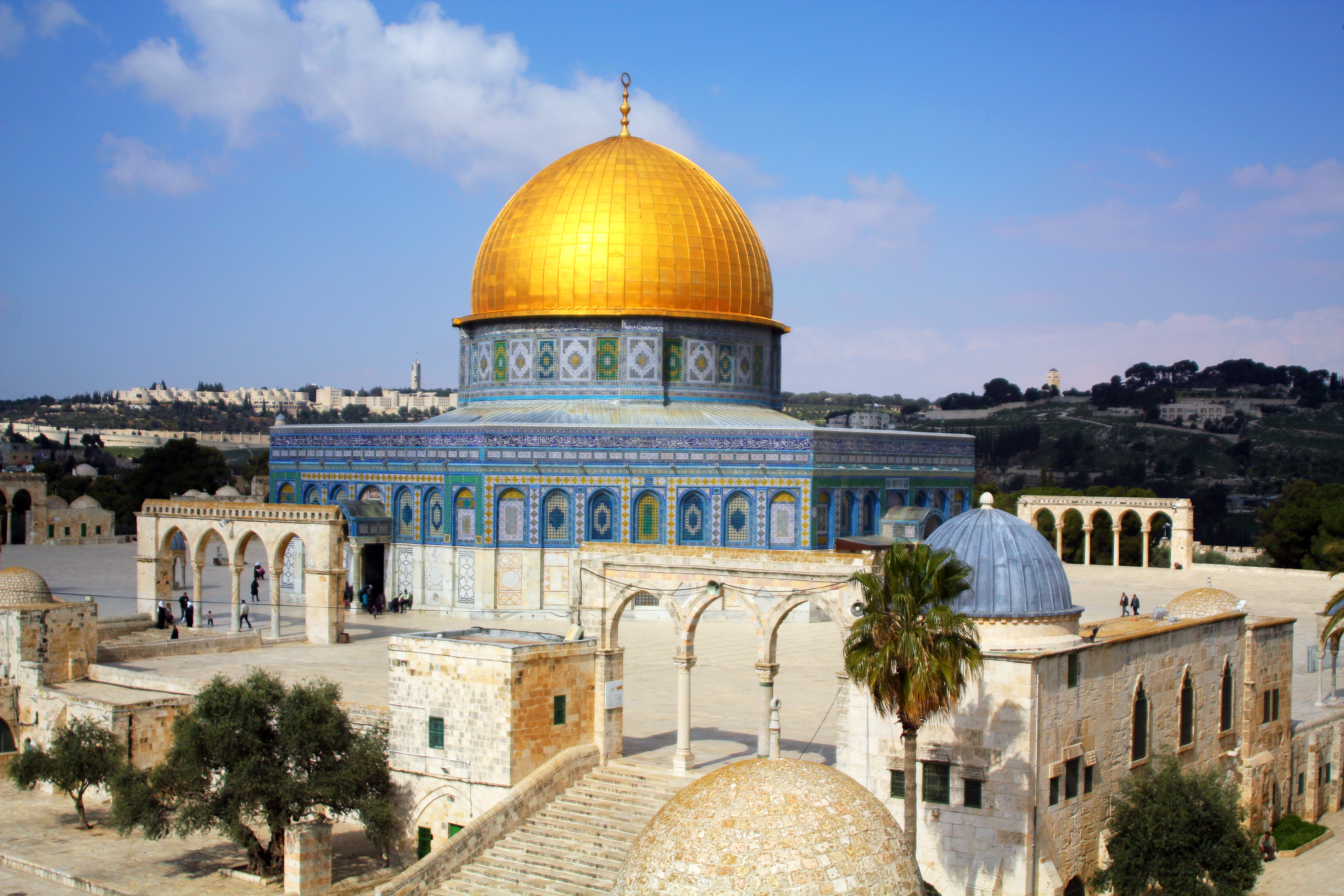
قبةالصخره به معنای گنبد سنگ مقدس از نماد های مقدس مسلمانان در شهر مقدس قدس (اورشلیم) است که در حرم مسجد الاقصی که برای هر سه دین اسلام و مسیح و یهود مقدس است قرار دارد